# Chiesa di San Bartolomeo (Vallelaghi)
La chiesa di San Bartolomeo è la parrocchiale a Fraveggio, frazione di Vallelaghi in Trentino. Risale al XV secolo.

## Storia

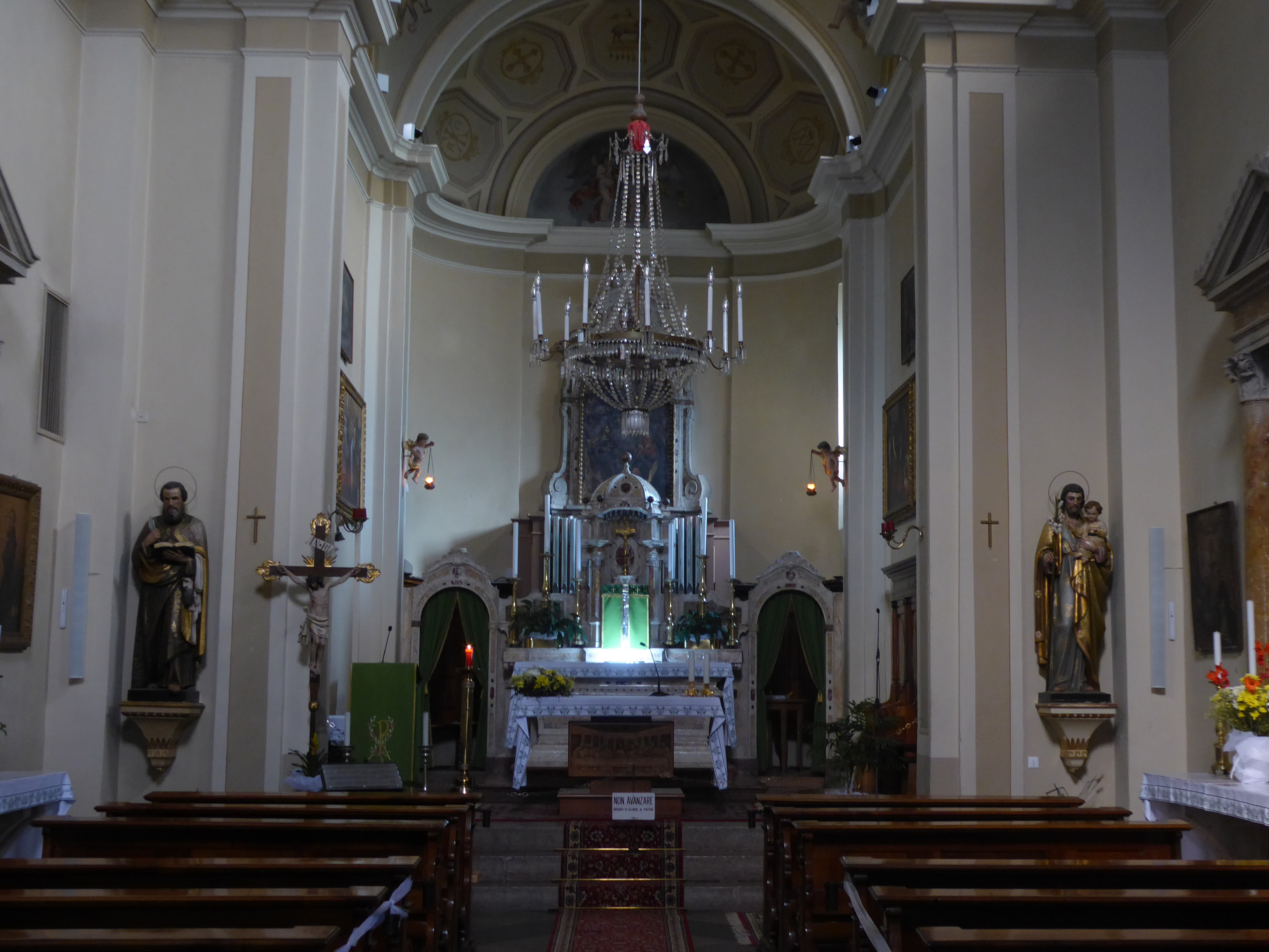
Interno

La prima chiesa di Fraveggio fu citata già nel 1491, ed in quell'anno risultava quindi esistente. Ottenne dignità curiaziale a partire dal 1769, sussidiaria della pieve di Calavino, la chiesa di Santa Maria Assunta.
Nella prima metà del XIX secolo fu oggetto di una riedificazione completa e per la nuova facciata venne utilizzato un portale che proveniva dalla demolita chiesa di Santa Maria del Carmine di Trento e che era stato scolpito da Francesco Oradini attorno alla metà del secolo precedente. Giuseppe Craffonara decorò la volta presbiteriale (con l'immagine della Gloria di San Bartolomeo) e l'abside, nella parte della lunetta.
Nel 1832 Francesco Saverio Luschin, vescovo di Trento, celebrò la consacrazione solenne della chiesa.
Negli anni trenta venne decorata la volta della sala e nel 1960 venne elevata a dignità parrocchiale.
I più recenti interventi sull'edificio sono stati realizzati nel 2004, quando è stato oggetto di un restauro degli esterni e, sulla parete meridionale, è stata dipinta una grande meridiana.

## Descrizione
L'edificio sorge nella parte antica dell'abitato in posizione elevata e con orientamento verso nord-est.
La facciata è classicheggiante con un grande frontone.
La torre campanaria, di costruzione più antica rispetto all'edificio, sorge nella parte nord.
La navata è unica e la parte presbiteriale è leggermente rialzata.